# Peter Chernin
Peter Chernin (Harrison, 29 maggio 1951) è un imprenditore e produttore cinematografico statunitense.

## Biografia
Chernin è nato a Harrison, New York, figlio di Mary Townsend e Herbert Chernin. Ha conseguito un B.A. in letteratura inglese presso l'Università della California - Berkeley. Chernin è sposato con Megan Brody Chernin e ha tre figli; David (1981), John (1983) e Margaret (1987).
È presidente e amministratore delegato del The Chernin Group (TCG), che ha fondato nel 2009. La società gestisce, opera ed investe in imprese nei settori media, intrattenimento e tecnologia. In particolare, l'azienda si concentra su tre aree: sviluppo di contenuti premium per il cinema e la televisione, la realizzazione di investimenti in tecnologia e dei media negli Stati Uniti, e capitalizzare le opportunità di affari strategiche nei mercati emergenti, soprattutto in Asia.
Chernin membro dei Consigli di amministrazione di American Express, Twitter, Pandora e Friends of the Global Fight Against AIDS, Tuberculosis and Malaria. Egli è anche presidente di Malaria No More e un fiduciario di Malaria No More UK, organizzazioni no-profit che si concentrano al porre fine alle morti causate dalla malaria.
Come produttore cinematografico ha prodotto film come L'alba del pianeta delle scimmie, Oblivion, Apes Revolution - Il pianeta delle scimmie, Exodus - Dei e re e molti altri.

## Filmografia parziale

### Cinema
- L'alba del pianeta delle scimmie (Rise of the Planet of the Apes), regia di Rupert Wyatt (2011)
- Parental Guidance, regia di Andy Fickman (2012)
- Oblivion, regia di Joseph Kosinski (2013)
- Corpi da reato (The Heat), regia di Paul Feig (2013)
- Apes Revolution - Il pianeta delle scimmie (Dawn of the Planet of the Apes), regia di Matt Reeves (2014)
- Chi è senza colpa (The Drop), regia di Michaël R. Roskam (2014)
- St. Vincent, regia di Theodore Melfi (2014)
- Exodus - Dei e re (Exodus: Gods and Kings), regia di Ridley Scott (2014)
- Spy, regia di Paul Feig (2015)
- Mike & Dave - Un matrimonio da sballo (Mike and Dave Need Wedding Dates), regia di Jake Szymanski (2016)
- Miss Peregrine - La casa dei ragazzi speciali (Miss Peregrine's Home for Peculiar Children), regia di Tim Burton (2016)
- Il diritto di contare (Hidden Figures), regia di Theodore Melfi (2016)
- Fottute! (Snatched), regia di Jonathan Levine (2017)
- The War - Il pianeta delle scimmie (War for the Planet of the Apes), regia di Matt Reeves (2017)
- Il domani tra di noi (The Mountain Between Us), regia di Hany Abu-Assad (2017)
- The Greatest Showman, regia di Michael Gracey (2017)
- Red Sparrow, regia di Francis Lawrence (2018)
- Tolkien, regia di Dome Karukoski (2019)
- Le Mans '66 - La grande sfida (Ford v. Ferrari), regia di James Mangold (2019)
- Spie sotto copertura (Spies in Disguise), regia di Nick Bruno e Troy Quane (2019)
- Underwater, regia di William Eubank (2020)
- Fear Street, regia di Leigh Janiak (2021)
- Il regno del pianeta delle scimmie (Kingdom of the Planet of the Apes), regia di Wes Ball (2024)

### Televisione
- Terra Nova – serie TV, 13 episodi (2011)
- I signori della fuga (Breakout Kings) – serie TV, 26 episodi (2011-2012)
- Ben and Kate – serie TV, 13 episodi (2012-2013)
- Touch – serie TV, 26 episodi (2012-2013)
- New Girl – serie TV, 146 episodi (2011-2018)
- Truth Be Told – serie TV, 18 episodi (2019-2021)
- See – serie TV, 17 episodi (2019-2022)
- Exploding Kittens – serie animata, 8 episodi (2024)